# Craibia
Craibia Harms & Dunn – rodzaj roślin z rodziny bobowatych (Fabaceae). Według The Plant List obejmuje co najmniej 12 gatunków. 

## Systematyka
Pozycja według APweb (aktualizowany system APG III z 2009)
Jeden z rodzajów plemienia Millettieae z podrodziny bobowatych właściwych (Faboideae) z rodziny bobowatych (Fabaceae) należącej do rzędu bobowców (Fabales) reprezentującego dwuliścienne właściwe.
Wykaz gatunków
| - Craibia affinis (De Wild.) De Wild. - Craibia atlantica Dunn - Craibia brevicaudata (Vatke) Dunn - Craibia brownii Dunn - Craibia crassifolia (Harms) Dunn - Craibia dubia (De Wild.) De Wild. | - Craibia grandiflora (Micheli) Baker f. - Craibia laurentii (De Wild.) De Wild. - Craibia lujai De Wild. - Craibia macrantha (Pellegr.) J.B.Gillett - Craibia simplex Dunn - Craibia zimmermannii (Harms) Dunn |